# Skræling

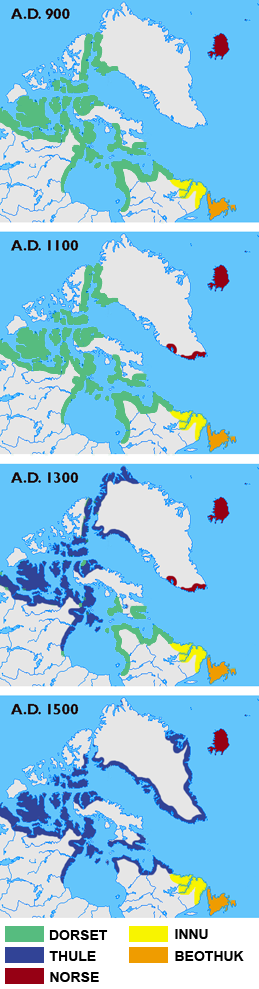
Mappe che mostrano le differenti culture in Groenlandia, nel Labrador, a Terranova e nelle isole dell'Artico canadese negli anni 900, 1100, 1300 e 1500. In verde la cultura dorset, in blu la cultura thule, in rosso la cultura norrena, in giallo gli innu e in arancio i beothuk.

Skræling (in norreno antico e islandese: skrælingi, plurale skrælingjar) è il nome che i vichinghi groenlandesi utilizzarono per indicare le genti che incontrarono in America del Nord e Groenlandia. Nelle fonti giunte fino a noi, esso viene applicato per la prima volta ai thule, il gruppo proto-inuit con cui i vichinghi convissero in Groenlandia dopo il XIII secolo circa. Nelle saghe, viene usato anche per indicare i popoli della regione conosciuta come Vinland, che i vichinghi incontrarono durante le loro spedizioni effettuate agli inizi dell'XI secolo.

## Etimologia
Si ritiene che il termine sia stato usato per la prima volta da Ari Þorgilsson nella sua opera Íslendingabók, nota anche come Libro degli Islandesi, scritta ben dopo il periodo in cui gli esploratori vichinghi entrarono per la prima volta in contatto con i nativi americani. All'epoca in cui queste fonti furono registrate, skræling era il termine comune con cui i groenlandesi norreni chiamavano i thule, gli antenati dei moderni inuit. I thule giunsero per la prima volta in Groenlandia dal continente nordamericano nel XIII secolo e furono in seguito in contatto con i groenlandesi. La Saga dei Groenlandesi e la Saga di Erik il Rosso, che furono scritte nel XIII secolo, usano lo stesso termine per i popoli dell'area conosciuta come Vinland, con cui i vichinghi entrarono in contatto agli inizi dell'XI secolo. La parola successivamente divenne ben nota, ed è stata usata nella lingua inglese dal XVIII secolo.
Skræling è l'unica parola sopravvissuta del norreno groenlandese, l'antico dialetto norreno parlato dai vichinghi groenlandesi del Medioevo. Nell'islandese moderno, skrælingi significa «barbaro», mentre in danese con skrælling si indica una «persona gracile». L'etimologia della parola non è certa. William Thalbitzer (1932: 14) ipotizza che skræling possa essere derivato dal verbo norreno antico skrækja, che significa «gridare», «urlare» o «strillare». Michael Fortescue et al. (1994) hanno proposto che la parola islandese skrælingi («selvaggio») possa essere correlata alla parola skrá, che vuol dire «pelle essiccata», in riferimento alle pelli animali indossate dagli inuit.

## L'esplorazione vichinga del Nuovo Mondo
L'esplorazione vichinga del Nuovo Mondo ebbe inizio con l'avvistamento fortuito dell'America del Nord da parte di un islandese di nome Bjarni Herjólfsson, che individuò la terra dopo essere stato spinto fuori rotta durante un viaggio verso la Groenlandia nel 985 o nel 986.

Il suo viaggio suscitò l'interesse degli esploratori successivi, tra cui Leif Erikson, che esplorò e battezzò le regioni scoperte Helluland, Markland e Vinland. Durante il suo viaggio, costruì alcune case lunghe a Vinland e si racconta che abbia vissuto là per l'anno successivo: si ritiene che il sito in questione sia il sito archeologico di L'Anse aux Meadows scoperto da Helge Ingstad.

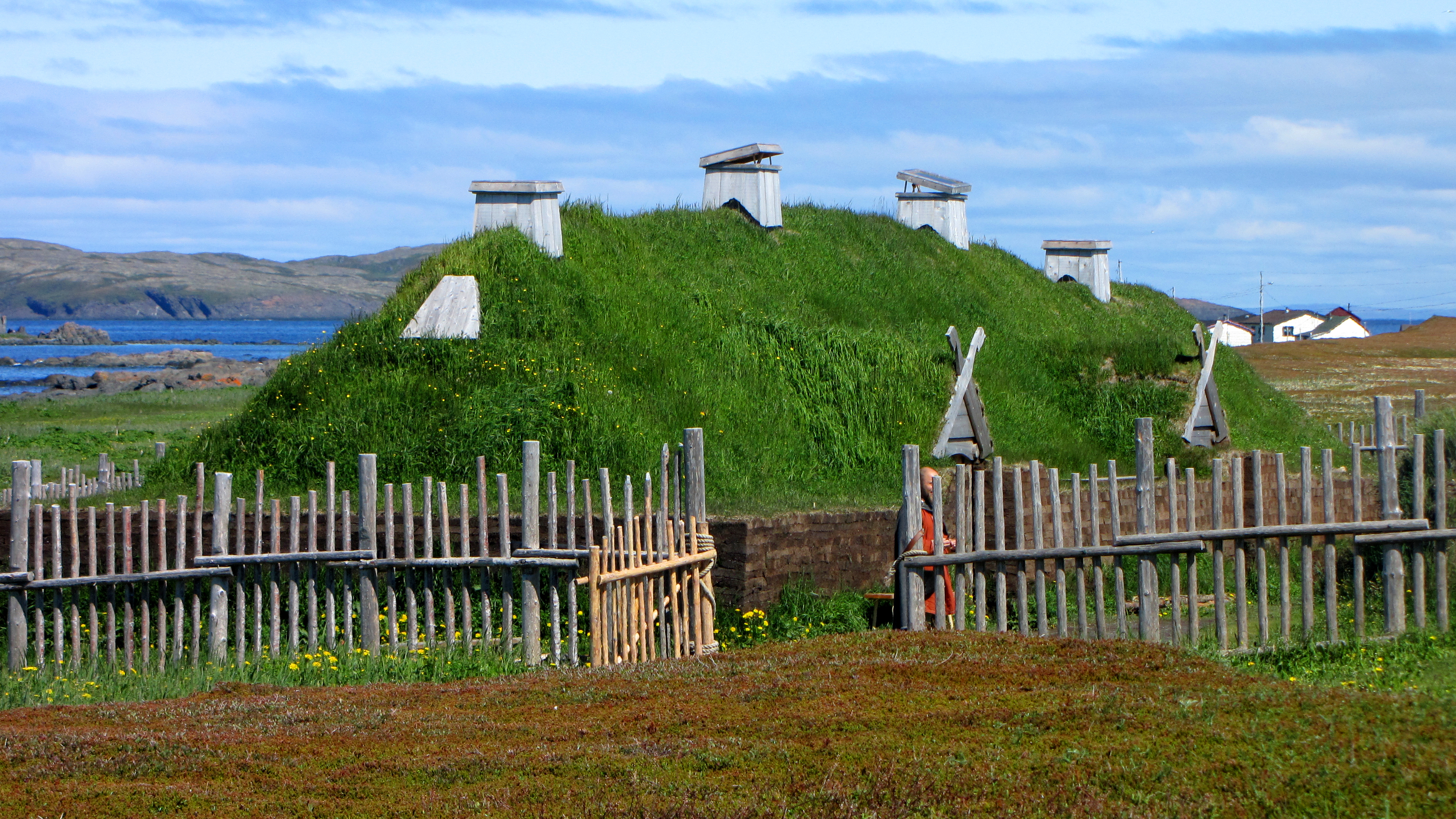
Casa lunga vichinga ricostruita a L'Anse aux Meadows, Terranova e Labrador, Canada.

## Primi contatti
Costruendo alcune case lunghe nel Vinland, e stabilendovi così una testa di ponte, Eriksson gettò le basi per i successivi tentativi di colonizzazione. Dopo il suo ritorno in Groenlandia,
Fu Thorvald ad entrare per primo in contatto con i nativi che in seguito diventeranno noti come skræling. Dopo aver catturato e ucciso otto di loro, i vichinghi furono attaccati presso le loro navi spiaggiate, che riuscirono a difendere:

## Thorfinn Karlsefni

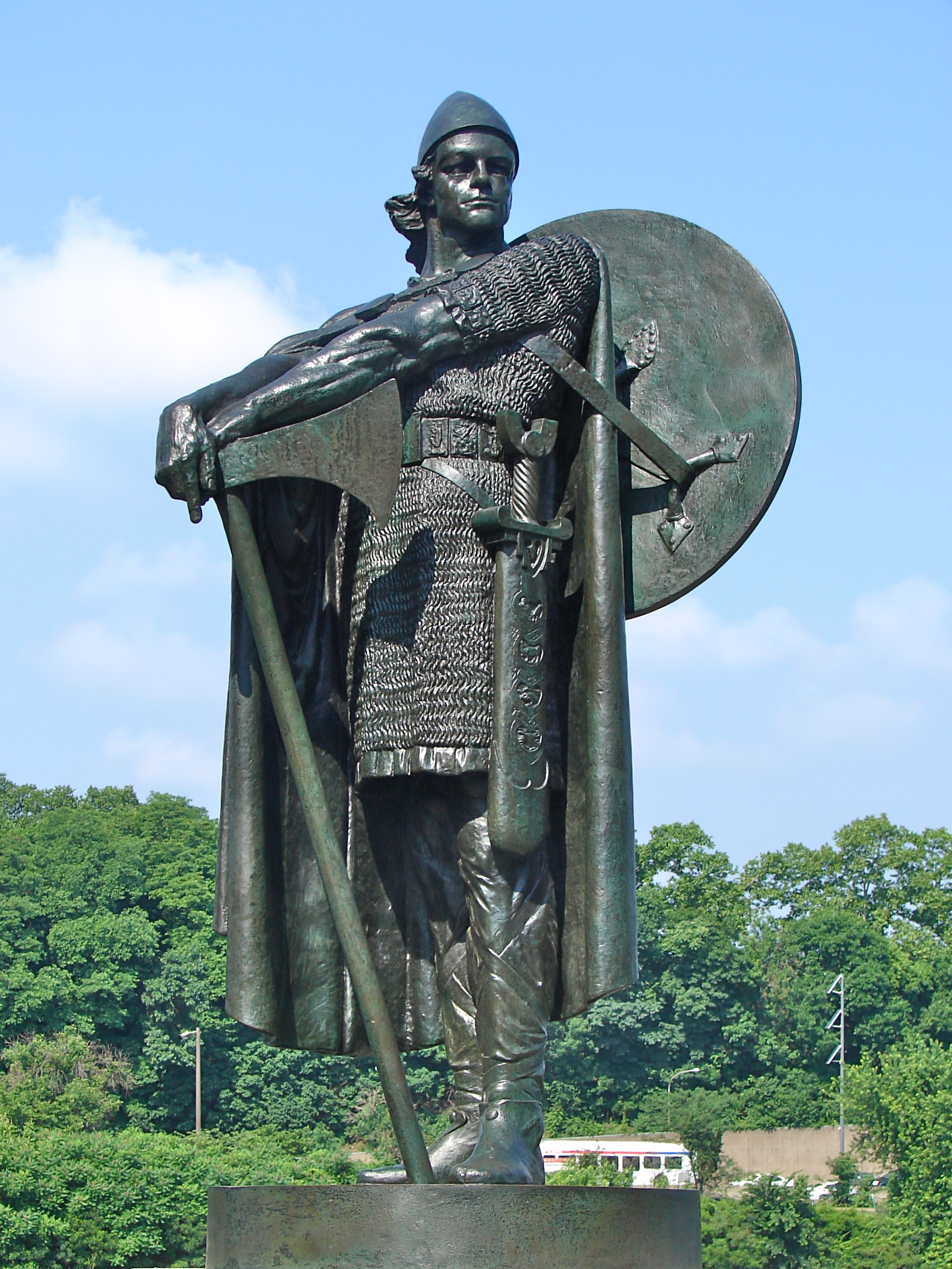
Statua di Thorfinn Karlsefni a Filadelfia.

Thorfinn Karlsefni fu il primo esploratore vichingo a tentare di colonizzare veramente la terra di Vinland appena scoperta nello stesso sito occupato dai suoi predecessori Thorvald e Leif Eriksson. Secondo la Saga di Erik il Rosso, salpò con tre navi e 140 uomini.
Giunti a Vinland, la loro destinazione prevista, essi trovarono le ormai famose uve, dai quali la terra aveva preso il nome, e il grano che cresceva da solo. In questo sito trascorsero un inverno molto duro, dove a stento riuscirono a sopravvivere pescando, cacciando nell'entroterra e raccogliendo uova sull'isola. L'estate seguente navigarono verso l'isola di Hop, dove intrattennero le prime relazioni pacifiche con i nativi, con cui si scambiarono delle merci. Karlsefni aveva proibito ai suoi uomini di scambiare le loro spade e lance, quindi essi scambiarono soprattutto del panno rosso ottenendone in cambio pellicce. Successivamente furono in grado di descrivere correttamente gli abitanti di quelle regioni, dicendo:
Poco dopo i vichinghi furono attaccati da alcuni nativi che erano stati spaventati da un toro che si era allontanato dal loro accampamento. Furono costretti a ritirarsi in un luogo facilmente difendibile e ad attaccare i loro aggressori; alla fine della battaglia avevano subito due perdite, mentre «molti dei nativi» furono uccisi. Come in qualsiasi altro posto di quella terra straniera, Karlsefni e i suoi uomini si resero conto che
Dopo questa avventura fecero ritorno in Groenlandia: i tre anni trascorsi là sarebbero stati il periodo più lungo trascorso dagli europei nel Nuovo Mondo di cui siamo a conoscenza fino ai viaggi di Colombo, quasi 500 anni dopo, con i quali ebbe inizio una colonizzazione su vasta scala.

## I vichinghi nei racconti popolari inuit
Esistono anche alcuni resoconti indigeni dei popoli inuit che raccontano dei viaggi effettuati dai vichinghi nella loro terra e descrivono le loro interazioni con essi:
Kavdlunait (plurale) era la parola inuit usata per indicare gli stranieri o gli europei, paragonabile al moderno groenlandese qallunaaq, «danese», in passato scritto ĸavdlunâĸ. Come nei fatti raccontati dalle testimonianze vichinghe, le interazioni tra questi popoli erano ancora piene di violenza e vendetta, e questo impedì la convivenza pacifica e il successo della colonizzazione da parte degli esploratori vichinghi.